# Gare d’Austerlitz (Métro Paris)

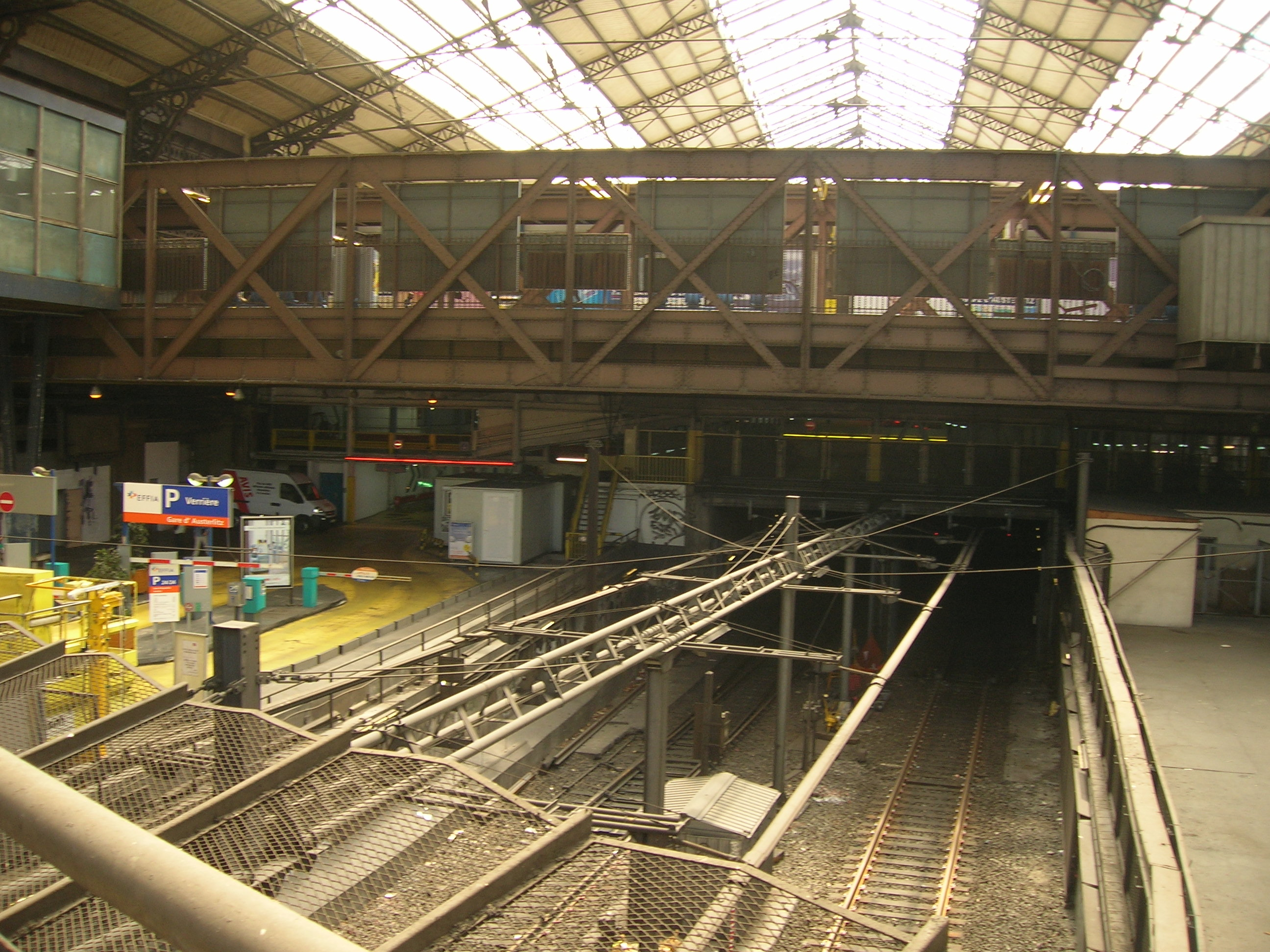
Quer durch die Fernbahnhalle gebaute Station der Linie 5, darunter die Gleise des RER C

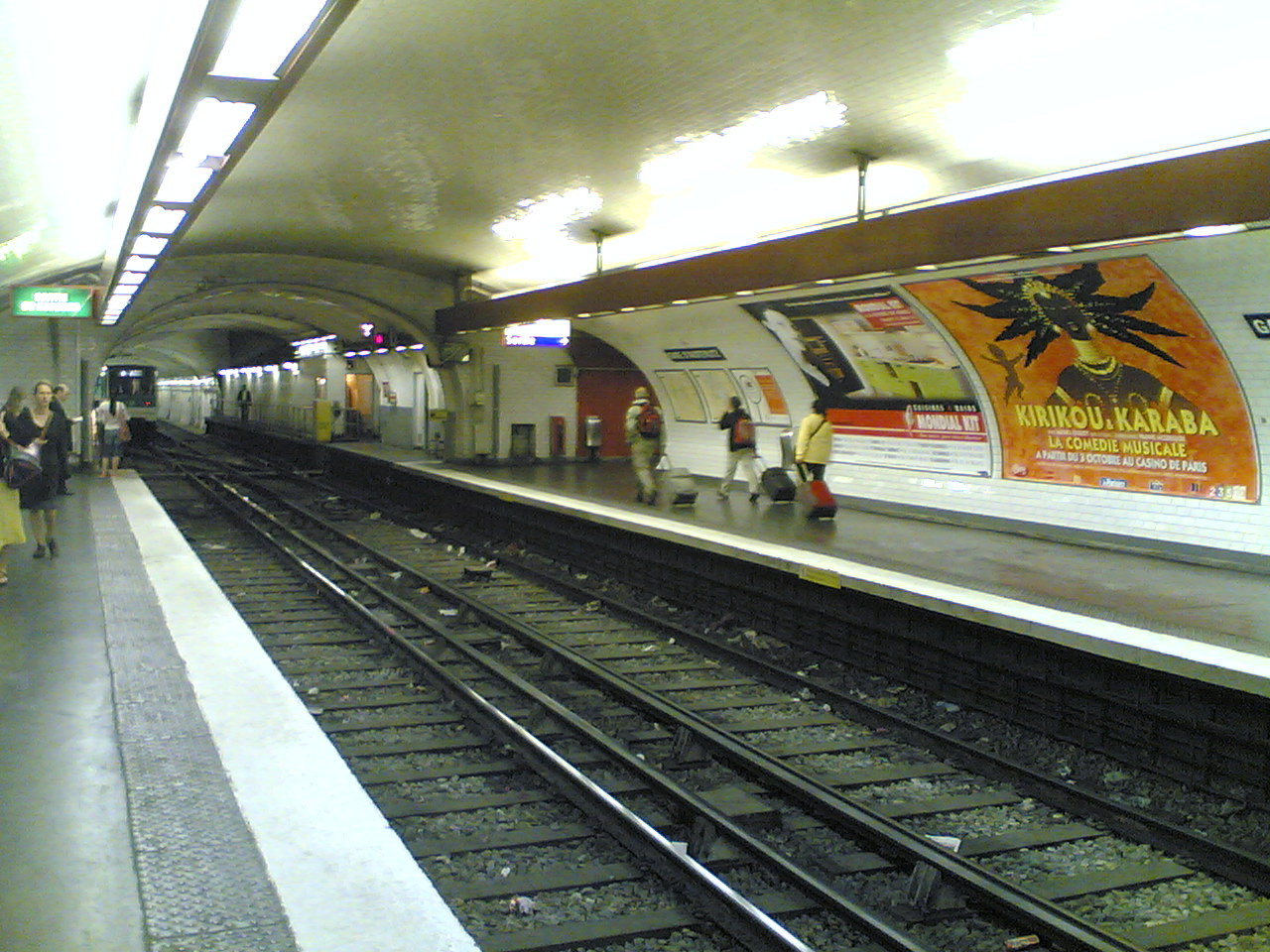
Station der Linie 10, im Hintergrund die Abstell- und Wendeanlage

Der U-Bahnhof Gare d’Austerlitz [ɡaʁ dostɛʁlits] ist ein Umsteigebahnhof der Pariser Métro. Er wird von den Linien 5 und 10 bedient. Mit etwa 24.000 Fahrgästen täglich war er 2004 einer der zwanzig am stärksten frequentierten U-Bahnhöfe der Métro. Es besteht die Umsteigemöglichkeit zum S-Bahn-ähnlichen RER C an dessen unterirdischer Station Gare d’Austerlitz sowie zum oberirdischen gleichnamigen Fernbahnhof, dem wichtigsten Bahnhof für TER- und Corail-Züge in Richtung Tours, Limoges, Orléans und Toulouse.

## Lage
Der U-Bahnhof befindet sich an der Grenze des Quartier du Jardin des Plantes im 5. Arrondissement mit dem Quartier de la Salpêtrière im 13. Arrondissement von Paris. Der Hochbahnhof der Linie 5 durchschneidet die Bahnhofshalle des Fernbahnhofs im rechten Winkel, die Station der Linie 10 liegt unterirdisch an der Westseite des Gebäudes.

## Name
Namengebend ist der Fernbahnhof Paris-Austerlitz, der sechstgrößte Bahnhof der Stadt. In der Schlacht bei Austerlitz im heutigen Tschechien besiegte Napoleon Bonaparte am 2. Dezember 1805 eine Allianz aus österreichischen und russischen Truppen.
Anfangs hieß die Station wie der Fernbahnhof „Gare d’Orléans“. Das 111 km entfernte Orléans war zunächst Endpunkt der Bahnstrecke Paris–Bordeaux. Am 15. Oktober 1930 wurde sie in Gare d’Orléans-Austerlitz umbenannt, seit dem 25. April 1985 trägt der U-Bahnhof seinen aktuellen Namen.

## Geschichte
Die Station wurde am 2. Juni 1906 mit der Eröffnung der Linie 5 in Betrieb genommen, die in den ersten Wochen auf den Abschnitt von Place d’Italie nach Gare d'Orléans beschränkt war. Am 13. Juli 1906 wurde sie zum Durchgangsbahnhof, als die Strecke über die Seinebrücke Viaduc d’Austerlitz bis „Place Mazas“ (seit 1. Juni 1916: Quai de la Rapée) verlängert wurde. Die letzte Erweiterung der Station war die Eröffnung der Station der Linie 10 am 12. Juli 1939.

## Beschreibung
Die Station der Linie 5 liegt quer über der Achse der Gleise des Fernbahnhofs, die mittlerweile bereits südöstlich davon enden. Anders als die übrigen Stationen der Linie ist sie 90 m lang. Ihr zentraler Abschnitt ruht auf zwei parallelen Viadukten mit einer Stützweite von je 50 m.
Die Linie 10 hält unterirdisch und hat dort ihren östlichen Endpunkt. Ihre Station liegt unter einem elliptischen, weiß gefliesten Deckengewölbe. Sie ist 75 m lang, hat gekrümmte Seitenwände und Seitenbahnsteige an zwei Streckengleisen. Südlich der Station schließt eine zweigleisige Wende- und Abstellanlage an.

## Fahrzeuge
Die Sprague-Thomson-Züge auf der Linie 5 wurden ab 1978 durch Fahrzeuge der Baureihe MF 67 ersetzt, denen ab 2011 MF-01-Züge folgten.
Die Linie 10 wird von der Baureihe MF 67 befahren. Zwischen 1975 und 1994 liefen dort Züge der Baureihe MA, davor ebenfalls Sprague-Thomson-Wagen.

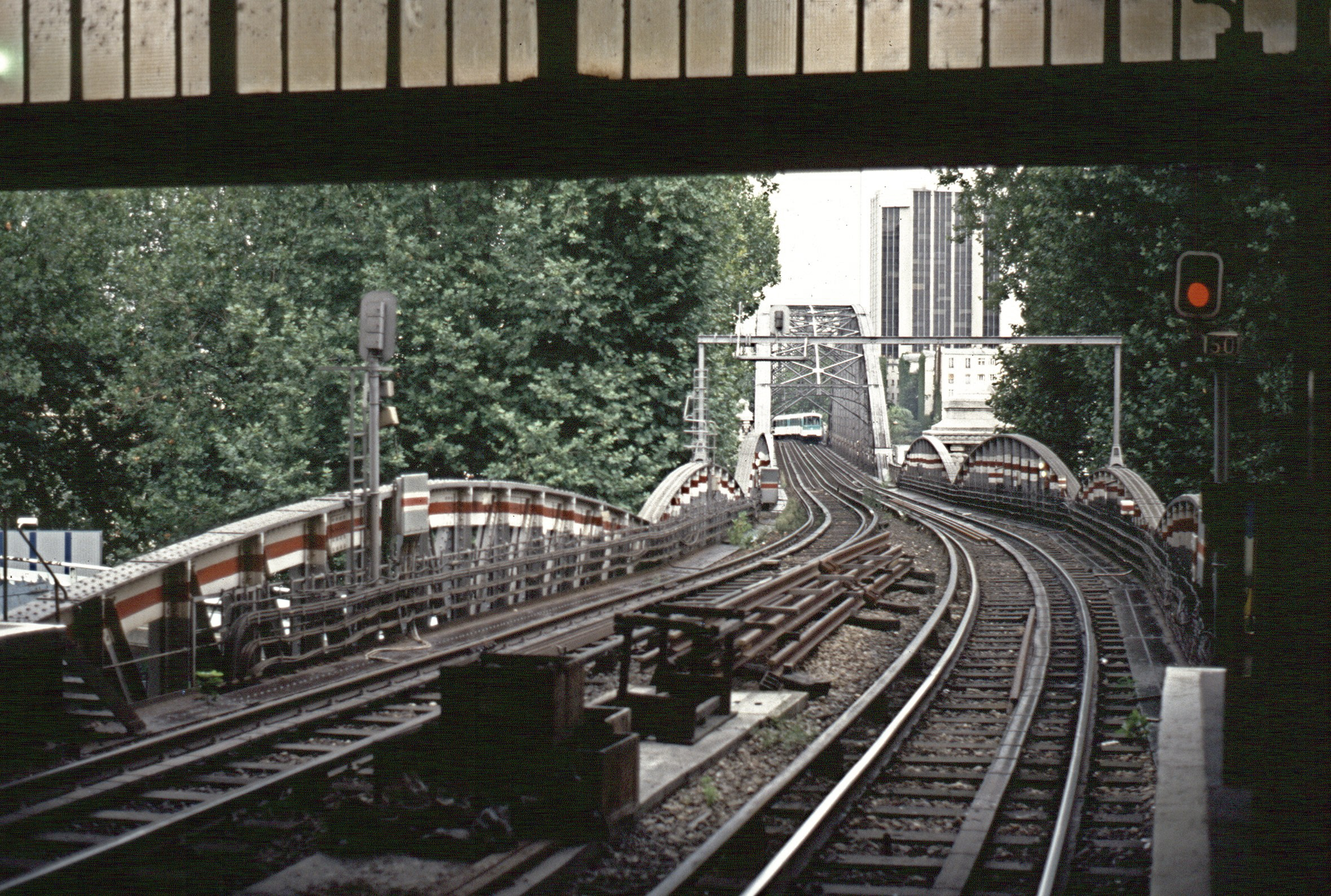
An die Station der Linie 5 schließt der Viaduc d’Austerlitz an
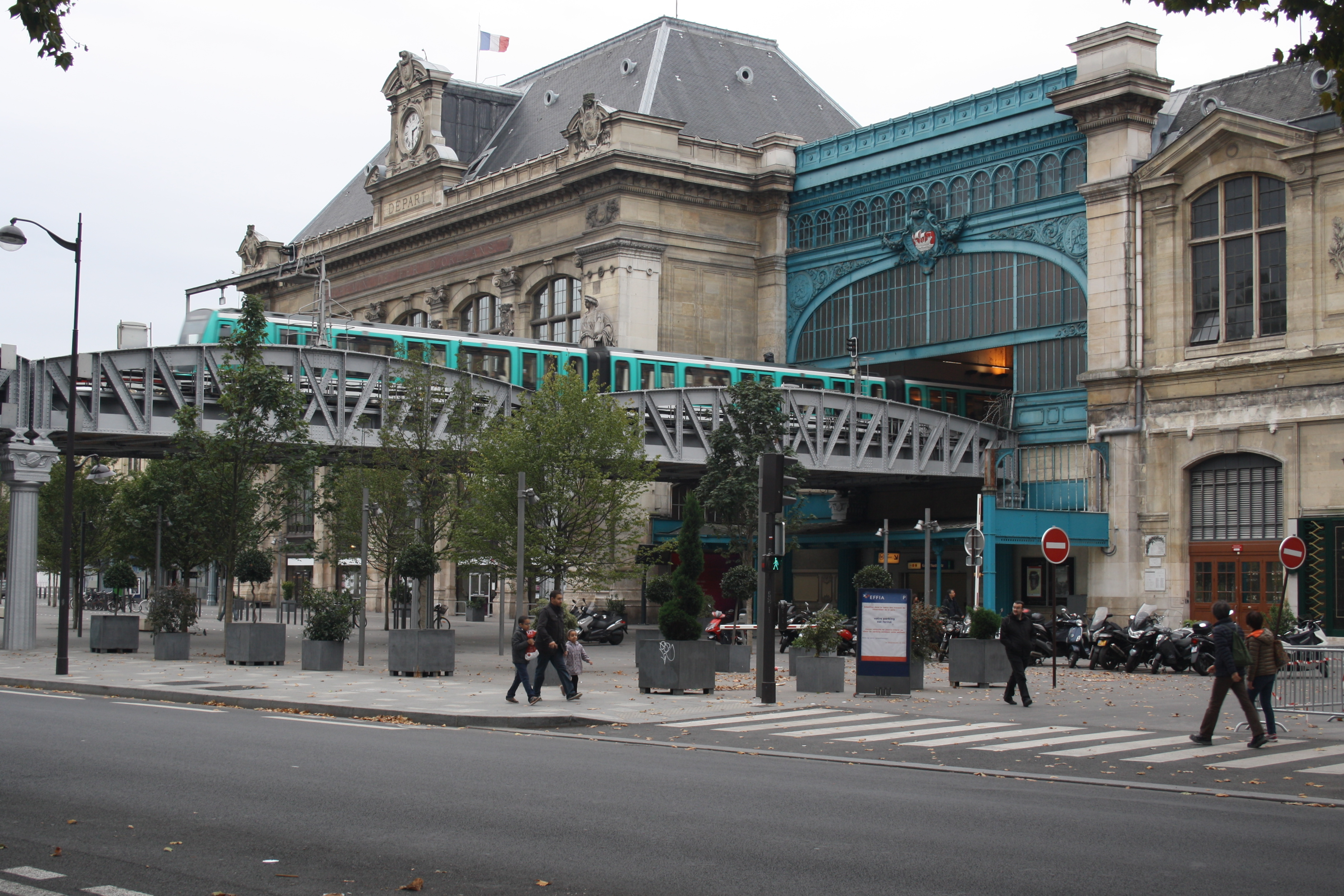
Ostfassade mit ausfahrendem Zug der Baureihe MF 01
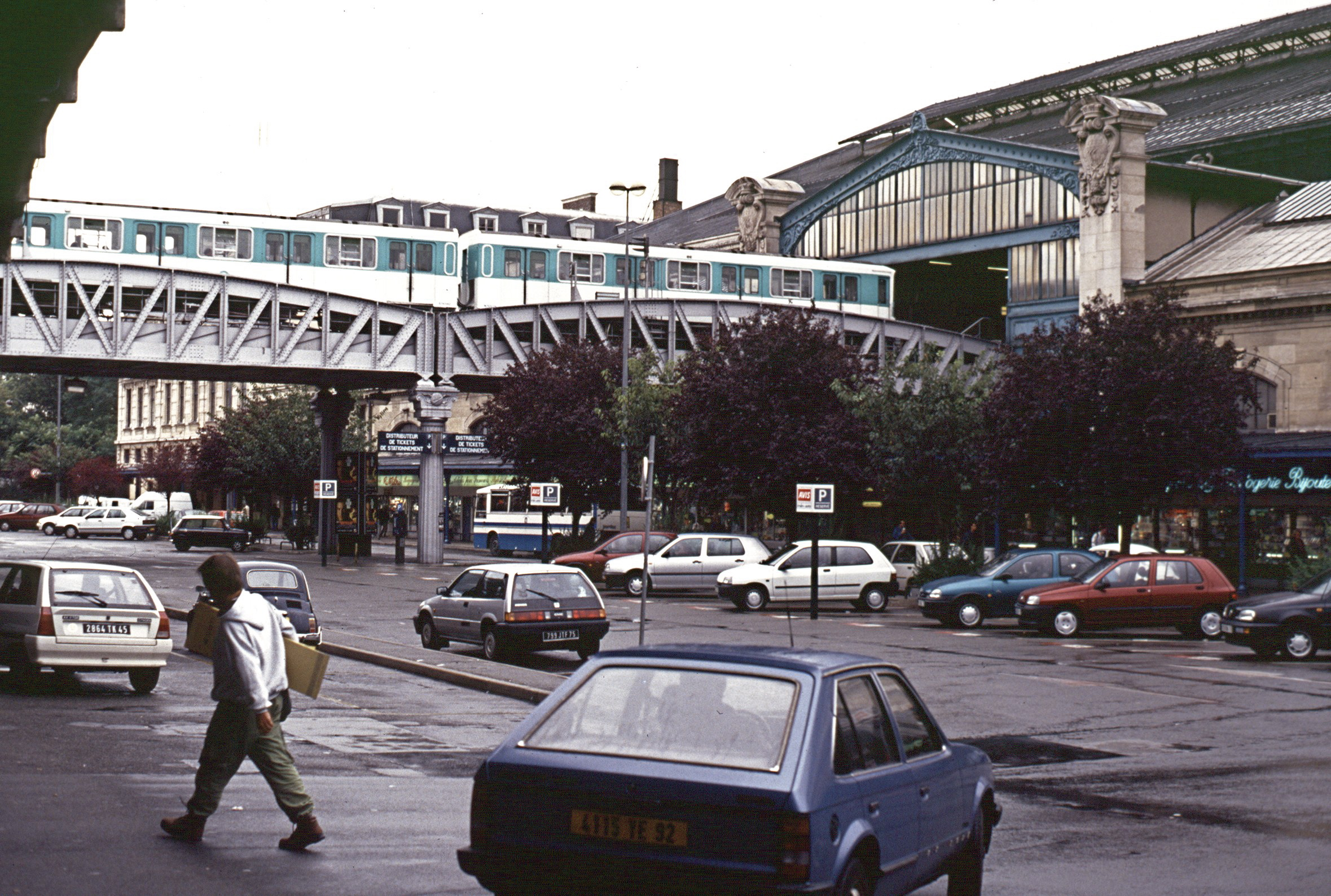
Westfassade mit Zug der Baureihe MF 67, 1994
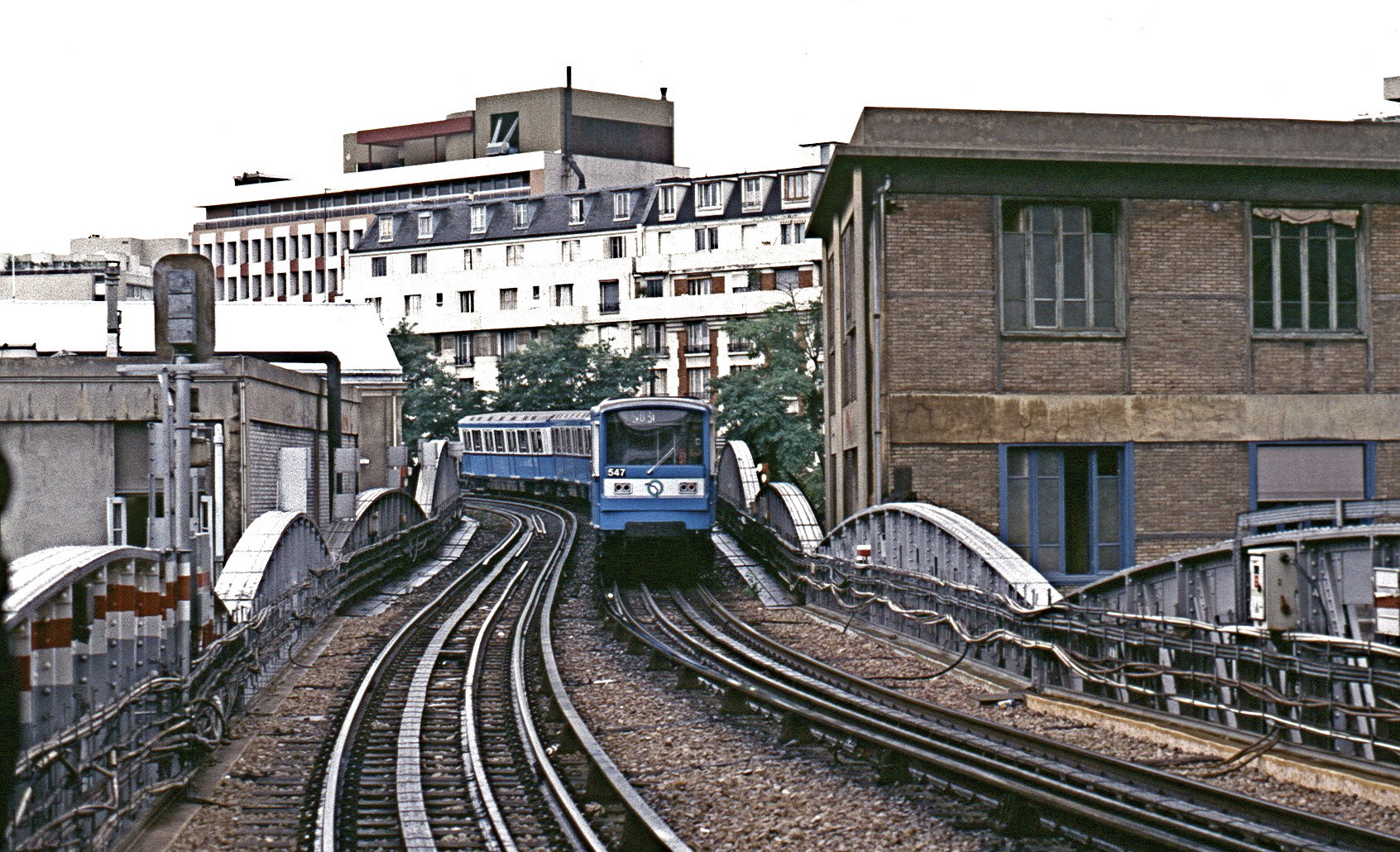
Trasse in Richtung Place d’Italie mit ausfahrendem MF-67-Zug